# Clipa cea veșnică
Clipa cea veșnică (The Eternal Moment) este o colecție de șase povestiri SF&F de E. M. Forster. A fost publicată prima dată în 1928 de editura Sidgwick & Jackson. Conține povestiri scrise între anii 1903 și 1914. Împreună cu lucrările din antologia sa The Celestial Omnibus (1911), au fost republicate sun titlul Collected Short Stories în 1947. Multe dintre aceste povestiri tratează teme science-fiction sau supranaturale.

## Cuprins
Clipa cea veșnică cuprinde povestirile:
- "The Machine Stops" - „Mașina se oprește”  (din 1909)

A fost publicată prima dată în noiembrie 1909 în The Oxford and Cambridge Review. Povestirea descrie o lume în care umanitatea s-a retras în subteran și se bazează pe o mașină uriașă pentru a-i îndeplini nevoile, toți oamenii trăind singuri în încăperi interconectate și este o anticipație a transmiterii instantanee a mesajelor și a internetului.
- "The Point of It"
- "Mr. Andrews"
- "Co-ordination"
- "The Story of the Siren"
- "The Eternal Moment"

## Legături externe
- en  Istoria publicării lucrării Clipa cea veșnică la Internet Speculative Fiction Database

## Vezi și
- 1928 în științifico-fantastic